# کرنپا کاشوبسکا
کرنپا کاشوبسکا (به لهستانی:  Krępa Kaszubska) یک روستا در لهستان است که در گمینا نووا ویش لنبورسکا واقع شده‌است.
 کرنپا کاشوبسکا  ۵۰۵ نفر جمعیت دارد.